# Ловелл (Індіана)
Ловелл (англ. Lowell) — місто (англ. town) в США, в окрузі Лейк штату Індіана. Населення — 10 680 осіб (2020).

## Географія
Ловелл розташований за координатами 41°17′41″ пн. ш. 87°24′59″ зх. д. / 41.29472° пн. ш. 87.41639° зх. д. (41.294694, -87.416362).  За даними Бюро перепису населення США в 2010 році місто мало площу 13,64 км², з яких 13,42 км² — суходіл та 0,22 км² — водойми. В 2017 році площа становила 15,95 км², з яких 15,73 км² — суходіл та 0,22 км² — водойми.

### Клімат
| Клімат : Ловелл         | Клімат : Ловелл | Клімат : Ловелл | Клімат : Ловелл | Клімат : Ловелл | Клімат : Ловелл | Клімат : Ловелл | Клімат : Ловелл | Клімат : Ловелл | Клімат : Ловелл | Клімат : Ловелл | Клімат : Ловелл | Клімат : Ловелл | Клімат : Ловелл |
| Показник                | Січ.            | Лют.            | Бер.            | Квіт.           | Трав.           | Черв.           | Лип.            | Серп.           | Вер.            | Жовт.           | Лист.           | Груд.           | Рік             |
| Середній максимум, °C   | −0,4            | 2,2             | 8,7             | 16,1            | 21,9            | 27,1            | 28,8            | 27,8            | 24,6            | 17,6            | 9,7             | 1,7             | 15,4            |
| Середня температура, °C | −4,9            | −2,7            | 3,2             | 9,7             | 15,4            | 20,9            | 22,8            | 21,7            | 17,8            | 11,1            | 4,7             | −2,6            | 9,7             |
| Середній мінімум, °C    | −9,5            | −7,6            | −2,3            | 3,3             | 9,1             | 14,7            | 16,8            | 15,9            | 10,9            | 4,7             | −0,3            | −7              | 4,1             |
| Норма опадів, мм        | 50              | 44              | 66              | 96              | 111             | 119             | 102             | 101             | 82              | 87              | 88              | 60              | 1018            |
| Днів з опадами          | 11              | 9               | 11              | 13              | 13              | 11              | 10              | 10              | 10              | 11              | 12              | 13              | 134             |
| ----------------------- | --------------- | --------------- | --------------- | --------------- | --------------- | --------------- | --------------- | --------------- | --------------- | --------------- | --------------- | --------------- | --------------- |
| Джерело: NOAA           |                 |                 |                 |                 |                 |                 |                 |                 |                 |                 |                 |                 |                 |

## Демографія
Згідно з переписом 2010 року, у місті мешкало 9276 осіб у 3392 домогосподарствах у складі 2500 родин. Густота населення становила 680 осіб/км².  Було 3620 помешкань (265/км²).
Расовий склад населення:
| - 95,9 % — білих - 0,5 % — чорних або афроамериканців - 0,4 % — корінних американців - 0,3 % — азіатів - 0,1 % — вихідців з тихоокеанських островів - 1,7 % — осіб інших рас |

До двох чи більше рас належало 1,2 %. Частка іспаномовних становила 6,9 % від усіх жителів.
За віковим діапазоном населення розподілялося таким чином: 26,6 % — особи молодші 18 років, 61,7 % — особи у віці 18—64 років, 11,7 % — особи у віці 65 років та старші. Медіана віку мешканця становила 35,7 року. На 100 осіб жіночої статі у місті припадало 96,9 чоловіків;  на 100 жінок у віці від 18 років та старших — 94,1 чоловіків також старших 18 років.
Середній дохід на одне домашнє господарство  становив 68 607 доларів США (медіана — 62 403), а середній дохід на одну сім'ю — 74 161 долар (медіана — 68 011). Медіана доходів становила 50 862 долари для чоловіків та 29 329 доларів для жінок. За межею бідності перебувало 7,3 % осіб, у тому числі 9,2 % дітей у віці до 18 років та 1,5 % осіб у віці 65 років та старших.
Цивільне працевлаштоване населення становило 4377 осіб. Основні галузі зайнятості: освіта, охорона здоров'я та соціальна допомога — 23,4 %, виробництво — 19,0 %, роздрібна торгівля — 13,6 %, будівництво — 10,0 %.